# Szenebszumai

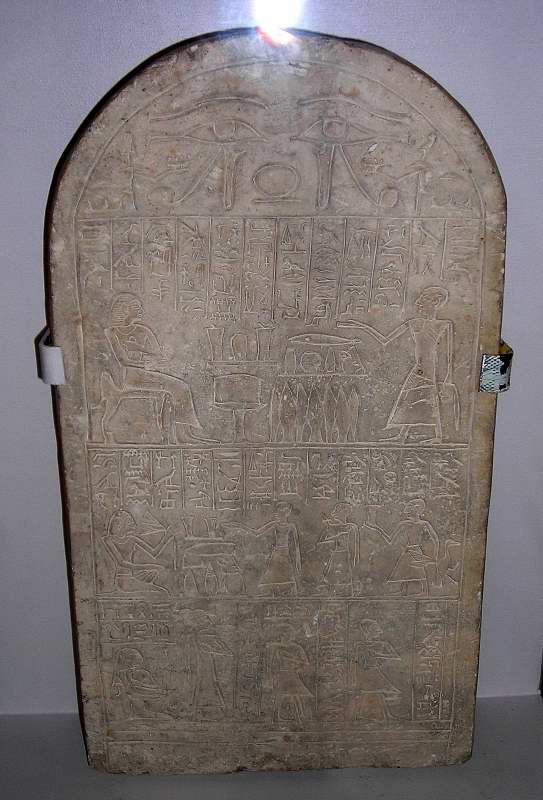
Sztélé Szenebszumai (balra) és szolgája, Horiwah alakjával

Szenebszumai (snb-sw-m-ˁ[.ỉ]) ókori egyiptomi kincstárnok volt a XIII. dinasztia idején, III. Szobekhotep és I. Noferhotep uralkodása alatt (kb. i. e. 1760 és 1730 között).

## Említései
A pályafutásáról szóló legkorábbi ismert feljegyzésekben háznagyként említik, később kincstárnok lett. A második átmeneti korban élt, ami a XII. dinasztia végét és Egyiptom történelmének egyik fénykorát, a középbirodalom időszakát követte. Szenebszumai több műemlékről ismert, melyek jó állapotának köszönhetően ő az a XIII. dinasztia kori hivatalnok, akinek a legtöbb említése fennmaradt. Több mint tizenkét sztéléje ismert Abüdoszból. A legtöbb sztélé más, alacsonyabb rangú hivatalnokokkal együtt ábrázolja, akik neki dolgoznak. Hawarában egy bronzszobrát találták meg, Lahúnban szövegtöredékek említik, Dahsúrban egy relief- vagy koporsódarab maradt fenn nevével, címeivel és a Koporsószövegek részleteivel. Mindeddig több mint 30 szkarabeuszt is azonosítottak, ami vele kapcsolatos; ezzel ő a dinasztia legtöbb szkarabeuszon említett hivatalnoka. Mindez alátámasztja jelentőségét és azt is, hogy hosszú ideig élt.
Fontos kollégája volt Ameni háznagy.

## Fordítás
- Ez a szócikk részben vagy egészben  a   Senebsumai című angol Wikipédia-szócikk ezen változatának fordításán alapul.  Az eredeti cikk szerkesztőit annak laptörténete sorolja fel. Ez a jelzés csupán a megfogalmazás eredetét és a szerzői jogokat jelzi, nem szolgál a cikkben szereplő információk forrásmegjelöléseként.

## Külső hivatkozások
- A bronzszobor (hibás datálással)